# الحجائف (حبيش)

تعديل مصدري - تعديل

الحجائف محلة تابعة لقرية الخرف، التابعة لعزلة المشيرق بمديرية حبيش إحدى مديريات محافظة إب في الجمهورية اليمنية، بلغ تعداد سكانها 123 حسب تعداد اليمن لعام 2004.